# Element konstrukcyjny
Element konstrukcyjny – pojęcie w szczególności obejmujące:
- elementy konstrukcji budowlanych
- elementy budowy maszyn, urządzeń i pojazdów.

Elementy konstrukcyjne (pręty, płyty, tarcze, powłoki) są częściami składowymi złożonych układów konstrukcyjnych. Każdy z takich elementów poddany jest działaniu pewnych obciążeń i jest odpowiednio wymiarowany.